# 双歧卫矛
双歧卫矛（学名：Euonymus distichus）为卫矛科卫矛属的植物，是中国的特有植物。分布在中国大陆的贵州、四川等地，生长于海拔500米至1,000米的地区，多生在小山头以及林中，目前尚未由人工引种栽培。